# Шаммедова, Ханумгюль Гамид кызы
Ханумгюль Гамид кызы Шаммедова (азерб. Xanımgül Həmid qızı Şammədova; 25 марта 1939, Масаллинский район — 2009, там же) — советский азербайджанский животновод, Герой Социалистического Труда (1971).

## Биография
Родилась 25 марта 1939 года в семье крестьянина в селе Таза Алвады Масаллинского района Азербайджанской ССР.
С 1953 года — колхозница, с 1961 года — доярка, с 1979 года — агроном совхоза «Социализм» Масаллинского района.
Ханумгюль Шаммедова проявила себя на работе опытным животноводом и умелым рабочим. Опыта Шаммедова набралась у одной из доярок совхоза — Кишиханум Мустафаева, быстро переняв у пожилой доярки полезного опыта, передовую практику и пальму первенства в совхозе. Ханумгюль Шаммедова стала одной из первых доярок в районе, добившихся надоя в 3000 килограмм молока от каждой коровы. За период восьмой пятилетки доярка ухаживала за 10 крупными коровами и получила высочайший надой в совхозе — 4200 килограмм молока от каждой коровы, но не перестала активно участвовать в социалистическом соревновании последующих годов — так она в первом квартале 1971 года надоила от каждой коровы 701 килограмм молока
Указом Президиума Верховного Совета СССР от 8 апреля 1971 года за выдающиеся успехи, достигнутые в развитии сельскохозяйственного производства и выполнении пятилетнего плана продажи государству продуктов земледелия и животноводства Шаммедовой Ханумгюль Гамид кызы было присвоено звание Героя Социалистического Труда с вручением ордена Ленина и золотой медали «Серп и Молот».
Активно участвовала в общественно-политической жизни страны. Депутат Верховного Совета Азербайджанской ССР 6-го, 7-го и 8-го созыва. В Верховный Совет 8 созыва избрана от Банбашинского избирательного округа № 284 Азербайджанской ССР, член комиссии по народному образованию, культуре и науке. Член КПСС с 1966 года.
С 2002 года — президентский пенсионер.
Скончалась в 2009 году.